# کوترم
کوترم (انگلیسی: Kuterem) یک شهرک در شهرستان کالتاسینسکی استان باشقیرستان کشور روسیه است.